# Concepción Andreu Rodríguez

Concepció Andreu Rodríguez (Calahorra, 10 de març de 1967), coneguda com a Concha Andreu, és una enòloga i política espanyola. És senadora per La Rioja, diputada del PSOE al Parlament de la Rioja des del 2011 i secretària general del PSOE de la Rioja des del 2021. Entre el 2019 i el 2023 es va exercir com a Presidenta de la Rioja, sent la primera dona a ocupar el càrrec.

## Biografia
Nascuda a Calahorra el 1967, el 1990 es va llicenciar en Ciències Biològiques per la Universitat de Saragossa, amb l'especialitat de Botànica, a la Universitat de Salamanca. Entre el 1990 i el 1992 cursa un màster en Viticultura i Enologia per la Universitat de Saragossa. Actualment és enòloga als Cellers Melquior.
Membre del PSOE, diputada del Parlament de la Rioja des del 2011, va ser candidata del PSOE a la presidència de la Rioja a les eleccions autonòmiques del 24 de maig del 2015, obtenint 10 diputats davant de 15 del PP, assumint el càrrec de portaveu del Grup Socialista al Parlament de la Rioja, liderant l'oposició.
El 2017 va ser triada secretària del Món Rural a l'Executiva Federal del PSOE liderada per Pedro Sánchez. El setembre del 2018 va ser nomenada candidata socialista a la presidència de la Rioja després de ser l'única candidatura que va presentar els avals per a les primàries. En aquests comicis, va aconseguir alçar-se amb la victòria electoral al pujar fins als 15 escons, cosa que va permetre al PSOE guanyar uns comicis autonòmics a la Rioja, cosa que portaven sense aconseguir des del 1991.
El 27 d'agost del 2019, després d'un acord previ de coalició amb Podem i de suport extern amb IU, va ser proclamada per majoria absoluta com a presidenta de La Rioja, convertint-se en la primera dona liderant la Comunitat i enviant el PP a l'oposició després de 24 anys ininterromputs al poder (20 d'ells amb majoria absoluta).
El 2023 no va revalidar el càrrec. Des del 17 d'agost de 2023 és senadora per La Rioja mantenint el seu escó com a diputada regional i el seu lideratge com a secretària general del Partit Socialista Obrer Espanyol a La Rioja.